# Roelof Jan Willem Rudolph
Roelof Jan Willem Rudolph (Elst, 20 september 1862 - Amersfoort, 10 mei 1914) was een Nederlandse predikant van de gereformeerde kerk en stichter van het jeugddorp De Glind in de gemeente Barneveld.

## Leven en werk
Rudolph werd in 1862 geboren in Elst in de Betuwe als zoon van de broodbakker George Jan Rudolph en van Dirkje Hendriks. Na zijn gymansiumopleiding in Doetinchem ging hij theologie studeren aan de Universiteit Utrecht. Omdat hij zich aangetrokken voelde door de opvattingen van de dolerende kerken onder leiding van Abraham Kuyper besloot hij zijn studie voort te zetten aan de nieuw opgerichte Vrije Universiteit te Amsterdam. Aanvankelijk combineerde hij zijn studie theologie met een studie rechten. Geldgebrek verhinderde hem om ook in deze richting het doctoraal examen af te leggen. Na de afronding van zijn theologische studie werd hij achtereenvolgens predikant van de dolerende kerken van Heinenoord (1888-1890) en van Leiden (1890-1912).
Rudolph was medeoprichter van de gereformeerde M.U.L.O. in Leiden. Hij werkte als journalist voor diverse tijdschriften en was ook politiek actief. Zijn belangstelling was vooral gericht op de opvang van mensen, die maatschappelijk gezien de boot hadden gemist. Hij was de oprichter van een tweetal stichtingen, die zich in de omgeving van Barneveld bezighielden met de opvang van landlopers, alcoholisten, ex-gedetineerden en van verwaarloosde kinderen. Voor de laatste groep kocht hij gronden aan en vestigde er het jeugddorp De Glind, waar verwaarloosde kinderen werden opgevangen en onderwijs kregen. Hij werd in 1912 benoemd tot predikant-directeur van de door hem opgerichte stichtingen, de Jan Pieter Adolfstichting voor volwassenen en de stichting De Glindhorst voor jeugdigen. Ook na zijn overlijden werden de door hem begonnen werkzaamheden voortgezet. In 1927 zou een nieuwe, door de diaconieën van gereformeerde kerken, opgerichte stichting zijn naam krijgen, de Rudolphstichting.
Rudolph was gehuwd met Maria Willemina Folkertdina Frijlinck. Hij overleed in mei 1914 op 51-jarige leeftijd in Amersfoort aan kanker. Hij werd begraven in Leiden.
In 1987 verscheen van de hand van de gereformeerde predikant Johannes Jellema, geestelijk verzorger van De Glind, een aan Rudolph gewijd boek Hij hoorde de kinderen roepen: Rudolph's droom is niet gestorven.